# Palast des Xudayar Khan

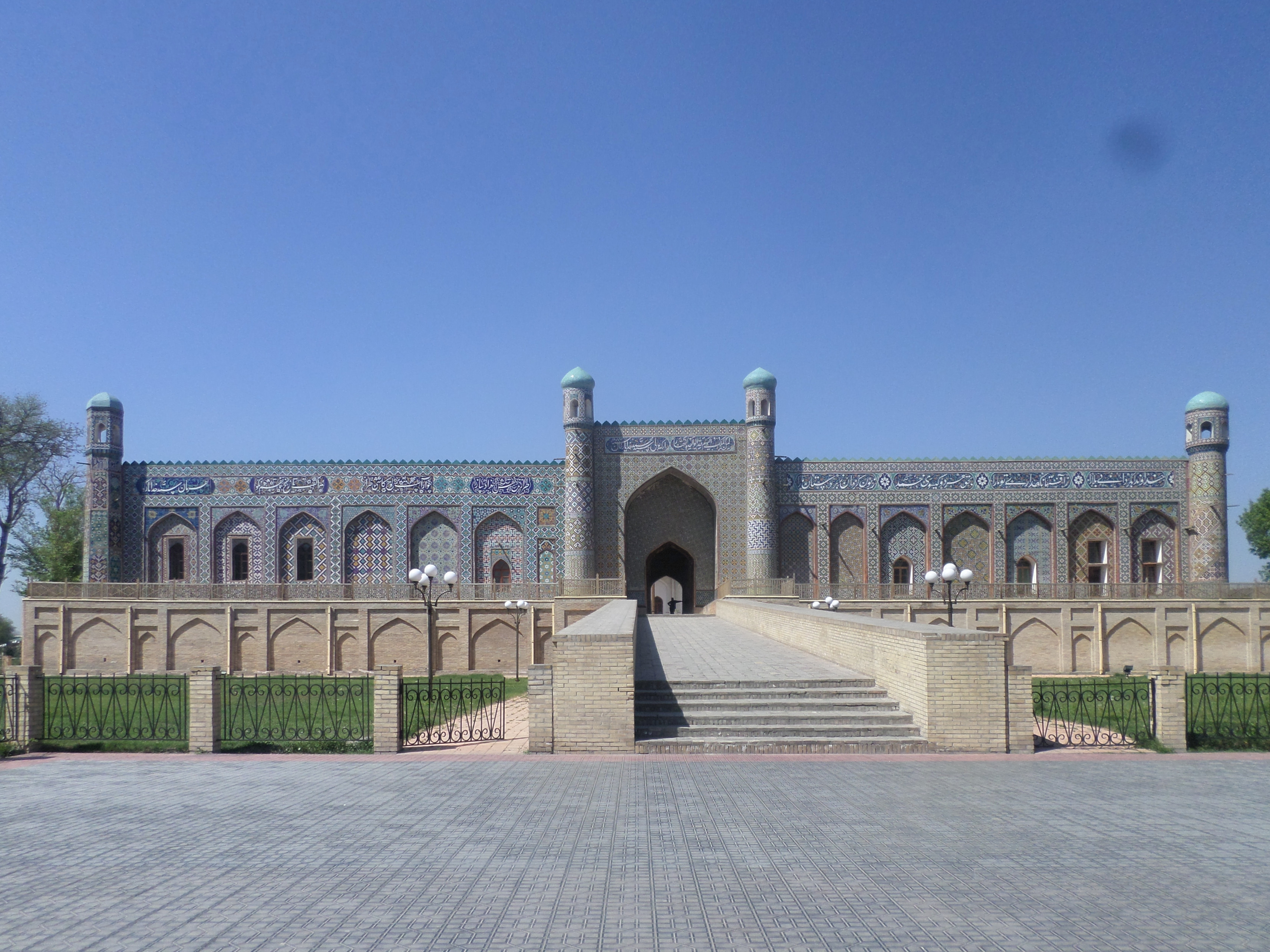
Der Palast des Xudayar Khan in Qoʻqon

Der Palast des Xudayar Khan ist ein Palast in Qoʻqon (Kokand), einer Großstadt im Ferghanatal im Osten von Usbekistan.

## Geschichte
Der Palast wurde als Herrschersitz für Xudayar Khan errichtet, den vorletzten Khan des Khanats Kokand. Der Bau wurde 1863 begonnen und 1873 vollendet. Er gehörte zu den letzten islamischen Großbauten in Usbekistan.
1934 fanden Restaurierungsarbeiten statt. In der Mitte der 1960er Jahre wurde die Fassade noch einmal restauriert, Ende der 2000er Jahre ein weiteres Mal.

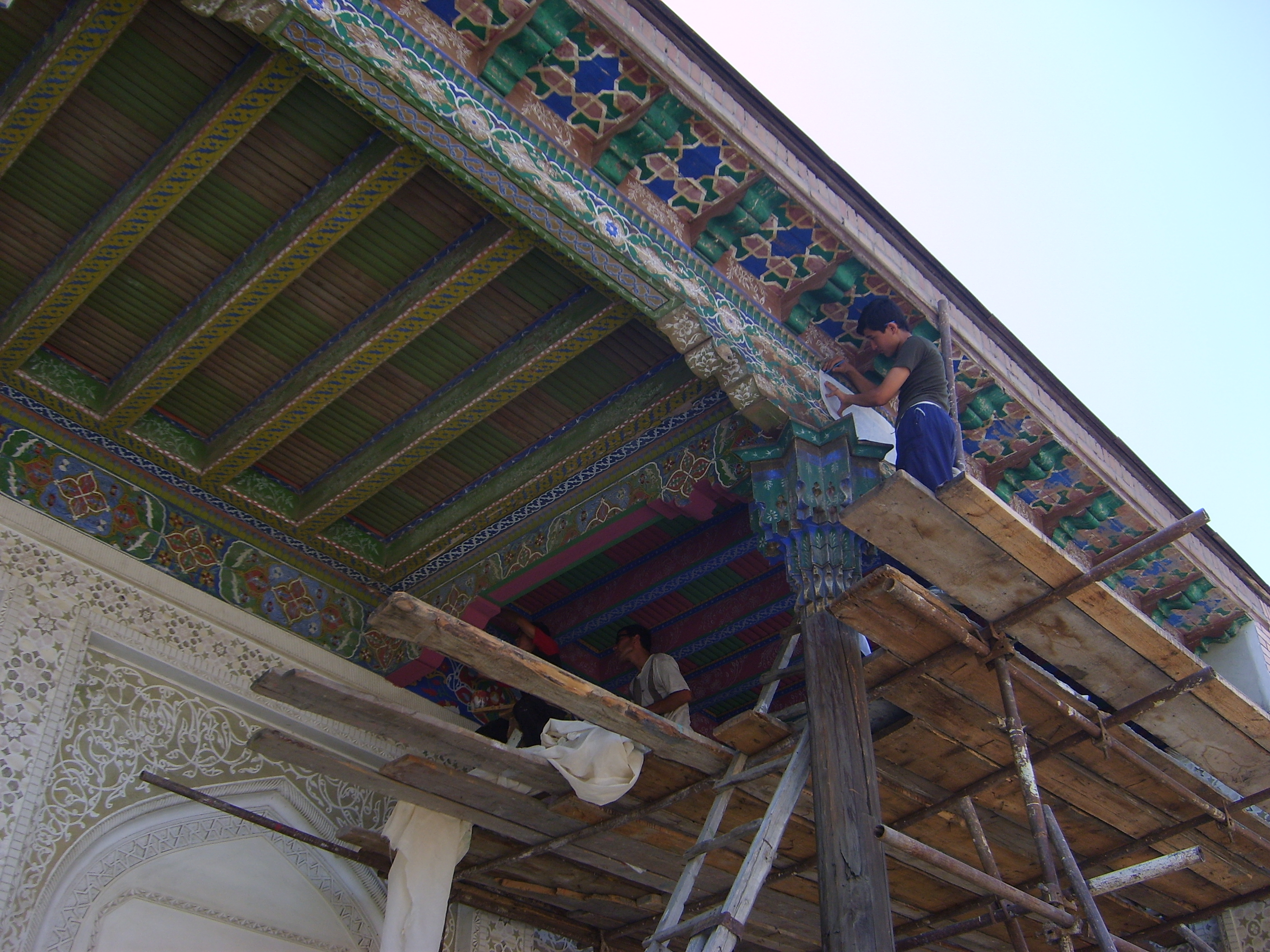
Restaurierung 2008

## Beschreibung
Der Palast des Xudayar Khan liegt im Muhimi-Park, einer etwa 500 × 500 Meter großen Grünanlage mit geometrisch angelegten Wegen und Wasserspielen im Zentrum von Qoʻqon.
Er ist ein rechteckiger Gebäudekomplex mit einer Grundfläche von etwa 70 × 100 Meter. Seine nach Osten gerichtete, etwa 70 Meter lange Hauptfassade ist in leuchtend bunten Farben mit unterschiedlichen Ornamenten geschmückt, darunter geometrische Figuren, florale Muster und Arabesken. Koranverse stehen in weißen Schriftzeichen auf blau gekacheltem Grund. In der Mitte der Fassade führt eine etwa 40 Meter lange Auffahrtsrampe für Kutschen zu einem von zwei Minaretten flankierten Pischtak mit einem Iwan. Eine Inschrift über dem Haupttor rühmt den "Großen Seyed Mohammad Xudayar Khan" Zwei weitere Minarette stehen an den Enden der Fassade. Im Inneren hat der Palast 119 Räume und sieben Innenhöfe. Stuckverzierungen, Fliesenmosaike und bunt bemalte Holzdecken geben Zeugnis für das überlieferte Volkskunsthandwerk der Region. In 19 Räumen und zwei Innenhöfen des Palastes ist das Museum für Landeskunde untergebracht mit Exponaten zur Geschichte der Stadt und der Region.

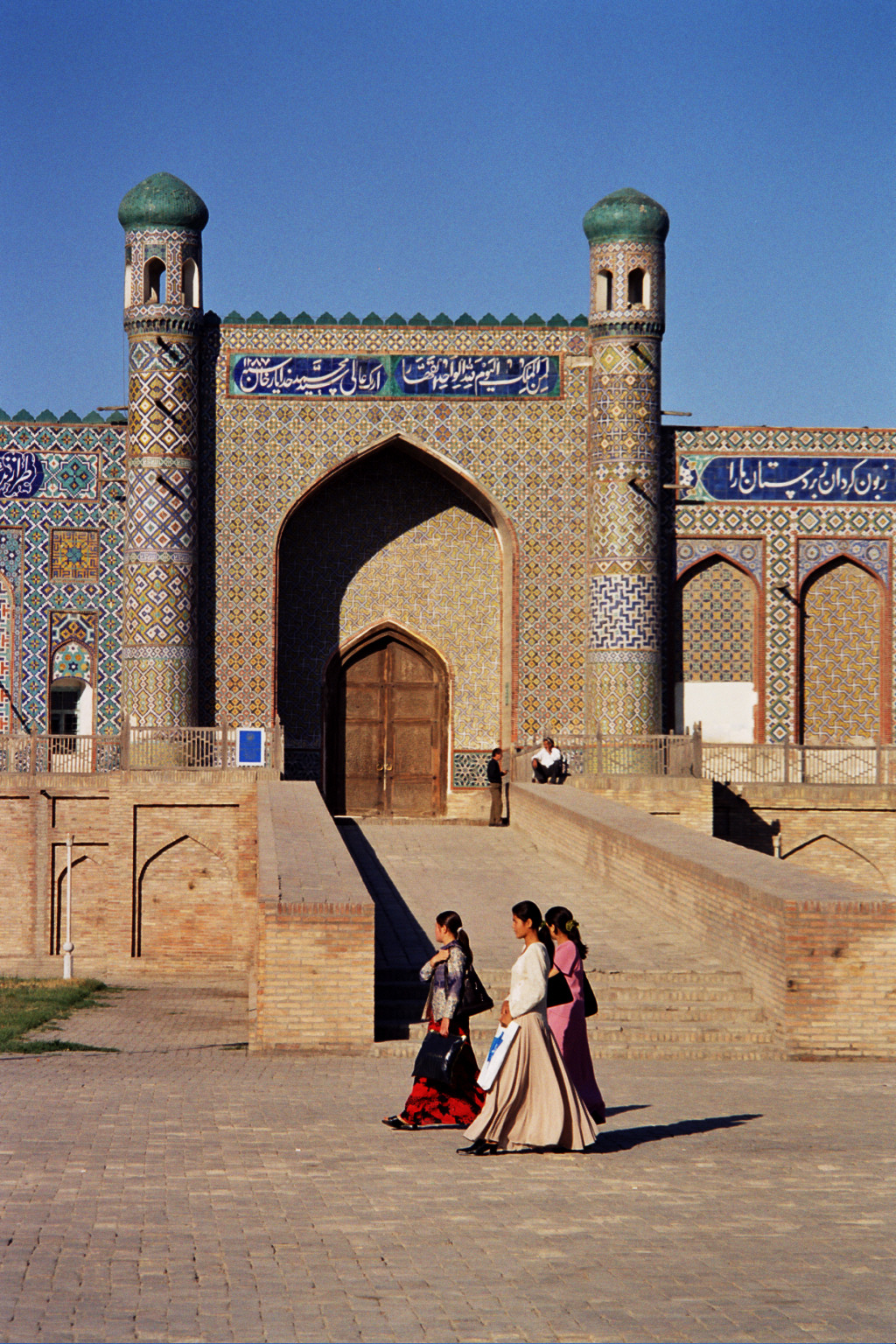
Eingang
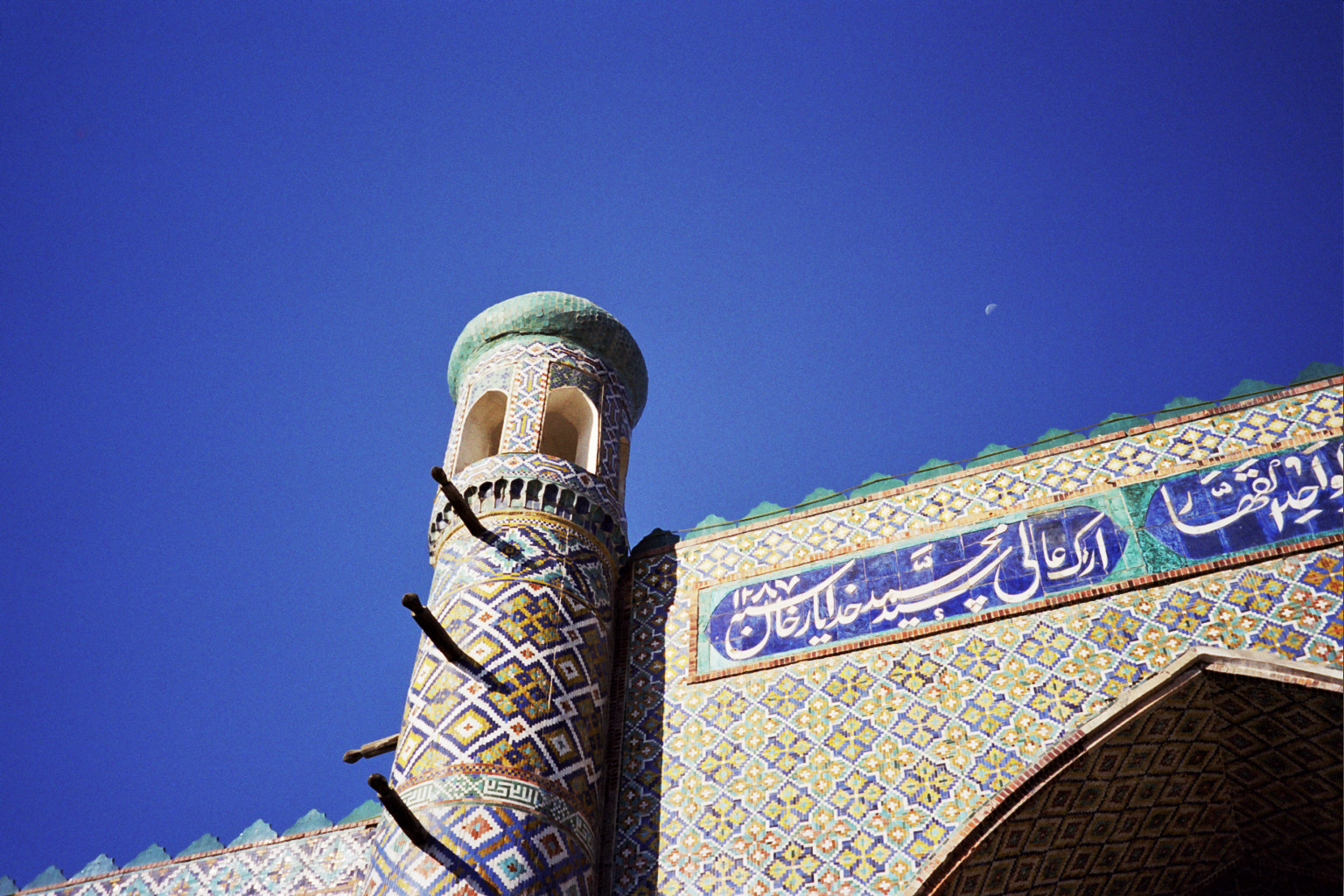
Fassadendetails
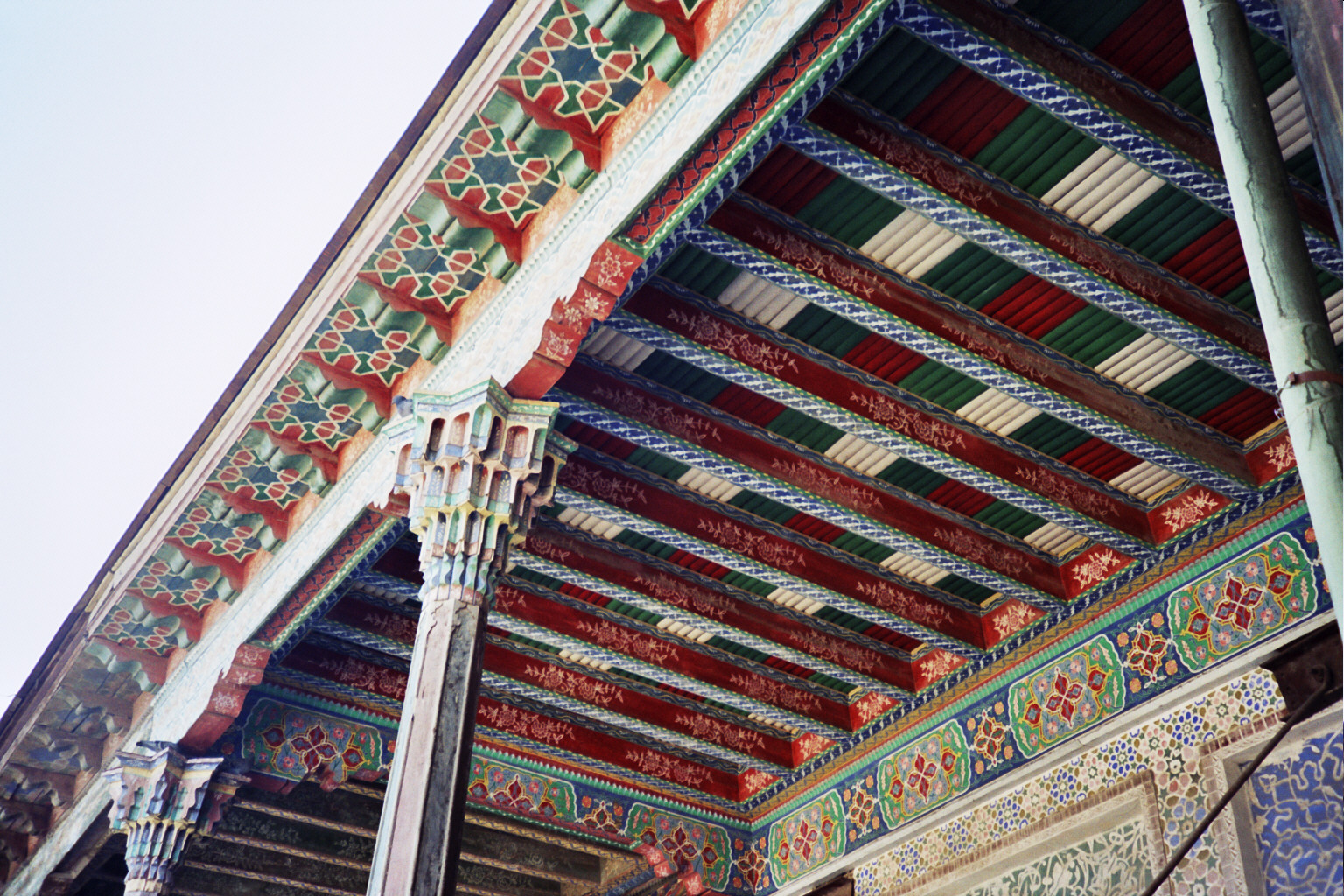
Bemalte Holzdecke
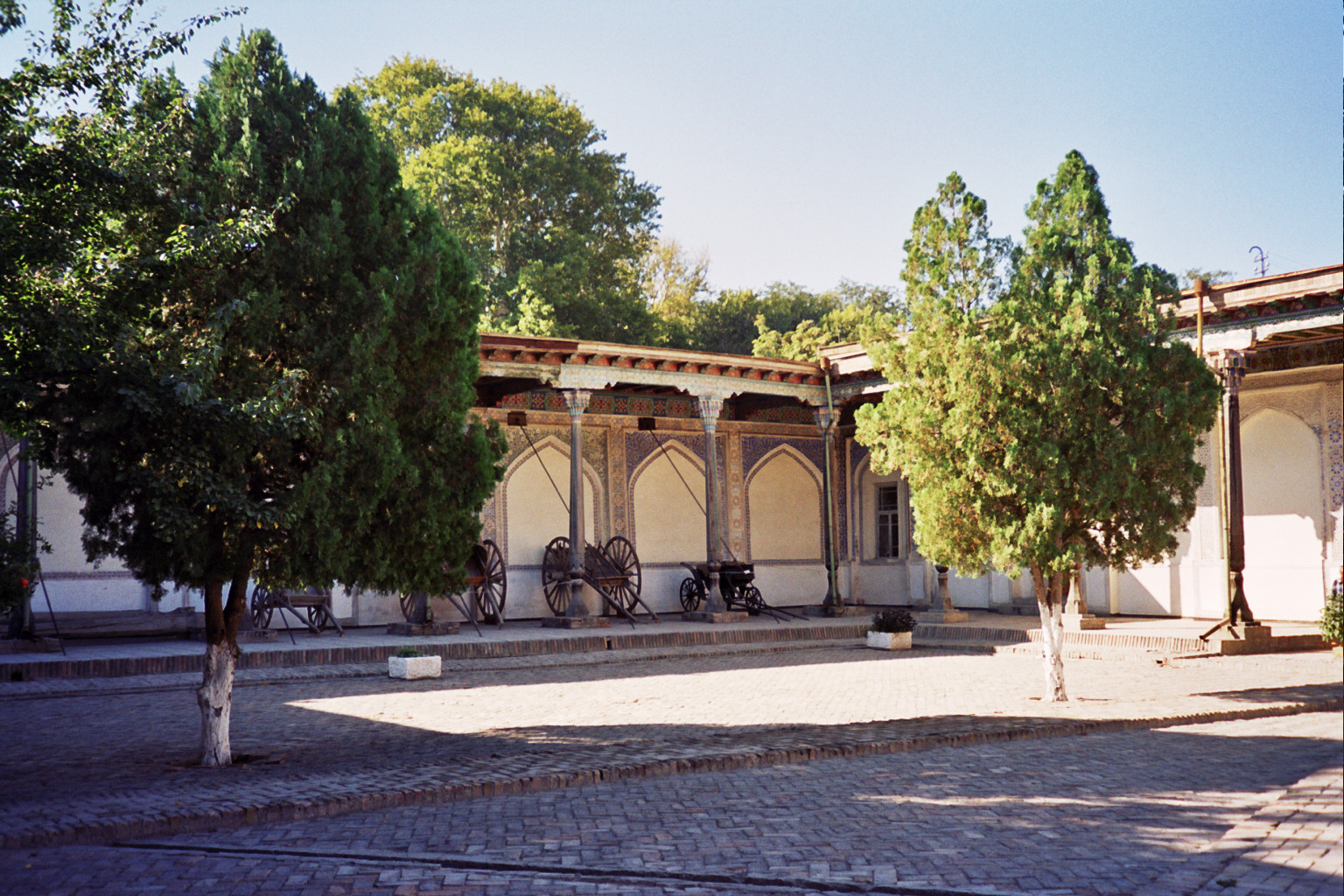
Innenhof